# Сирний соус
Сирний соус — соус, який виготовляють з твердого сиру або плавленого сиру, в якості основного інгредієнту. Іноді використовується сушений сир або сирний порошок. Існує багато різновидів соусу, і він має багато різних кулінарних застосувань. Також виготовляються готові комерційні сирні соуси як у рідкій, так і в сухій формі.
Сир для сирного соусу використовують найрізноманітніший. Щоб приготувати соус, натирають сир, з'єднують з рідкими або пастоподібними інгредієнтами, та нагрівають. Це може бути розтоплене вершкове масло, ру, сметана, вершки, молоко, бульйон. Також, інші соуси: бешамель, майонез, кетчуп.Щоб зробити соус густішим, додають крохмаль, борошно чи яєчні жовтки. Звичайним інгредієнтом сирного соусу є приправи та спеції: сіль, чорний та червоний перець, кмин. А також ароматні трави, такі як кріп, петрушка, кінза, часник.
Сирний соус готують для страв із птиці, грибів, макаронів, запіканок. До риби, морепродуктів, овочів, гарячих та холодних закусок, снеків.

## Різновиди
- Соус Альфредо - американський соус для Фетучині Альфредо
- Заправка з блакитного сиру[5]
- Соус Карузо — південноамериканський соус
- Соус Чеддер[6]
- Чилі кон кесо — американський соус-дип з розплавленого сиру, перцю чилі, томатів та спецій
- Крабовий соус[7]
- Соус Морне — французький соус на основі бешамеля
- Сирний начос — американський соус із плавленого сиру
- Альмадрок — часниково-сирний соус середньовічної каталонської кухні[8]

## Використання
Страви, які готуються та вживаються з сирним соусом:
- Картопля фрі
- Чизстейк
- Фондю
- Локшен міт каесе
- Макарони з сиром
- Начос
- Тетрацціні
- Валлійські грінки з сиром

Varieties
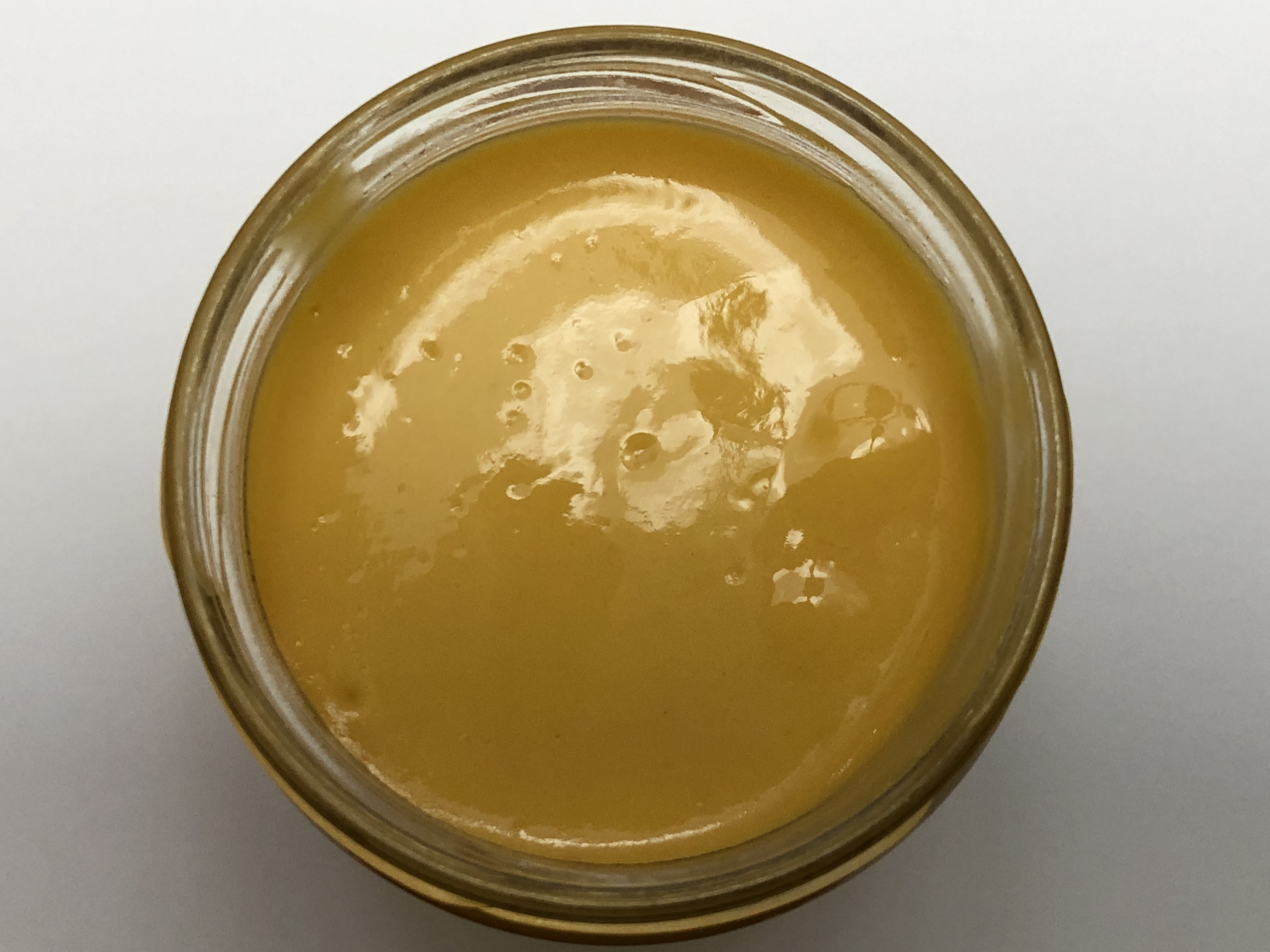
Відкрита бляшанка Cheez Whiz – американський бренд пасти із плавленого сиру, що випускається компанією Kraft Foods
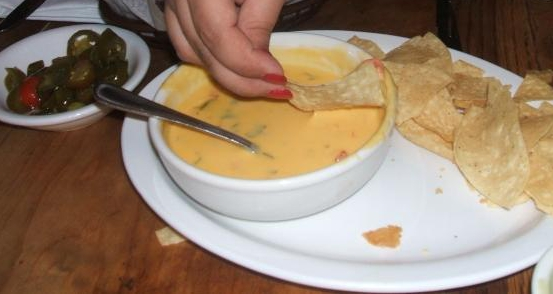
Чилі кон кесо з чипсами з тортильї
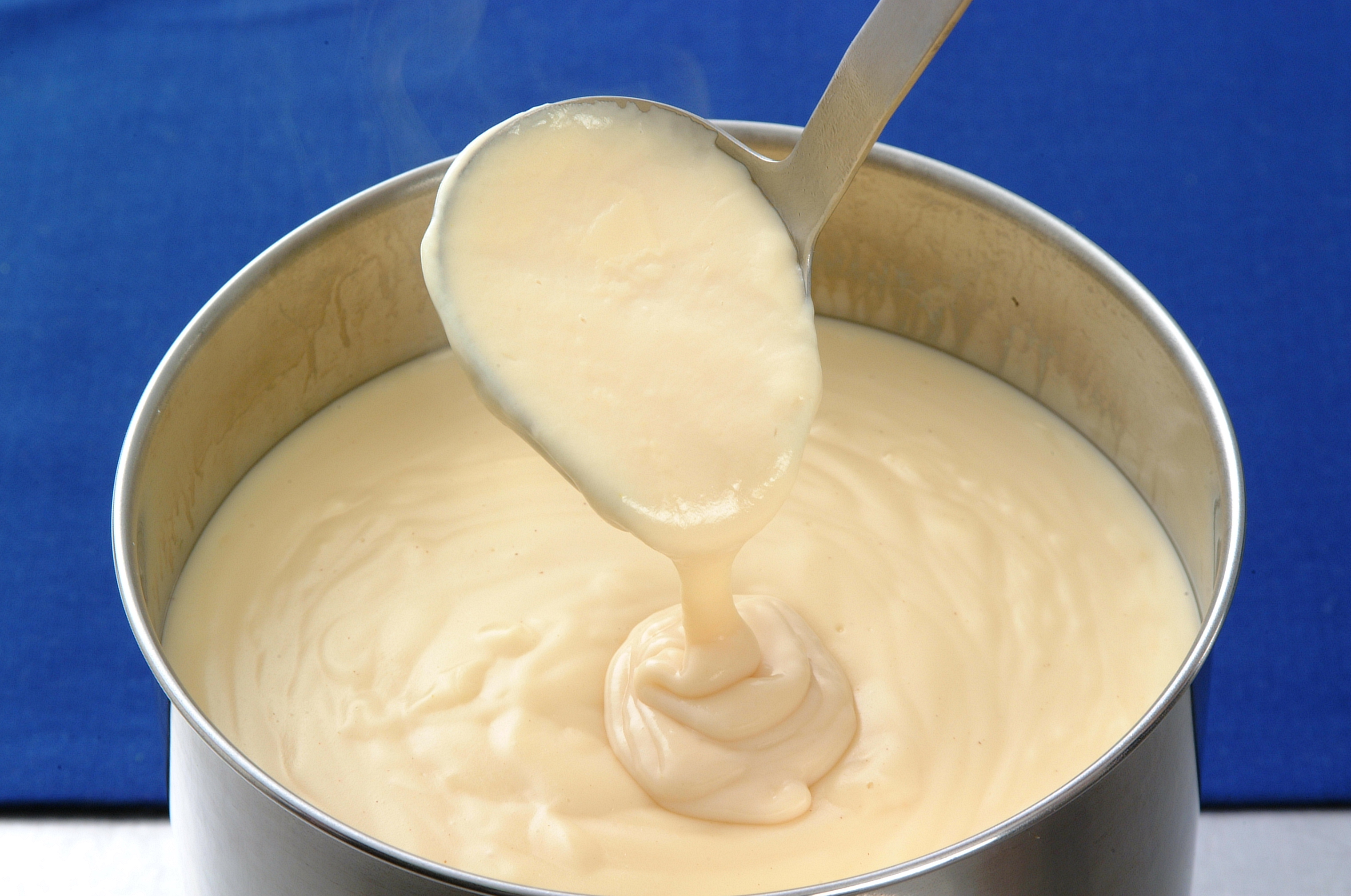
Соус Морне
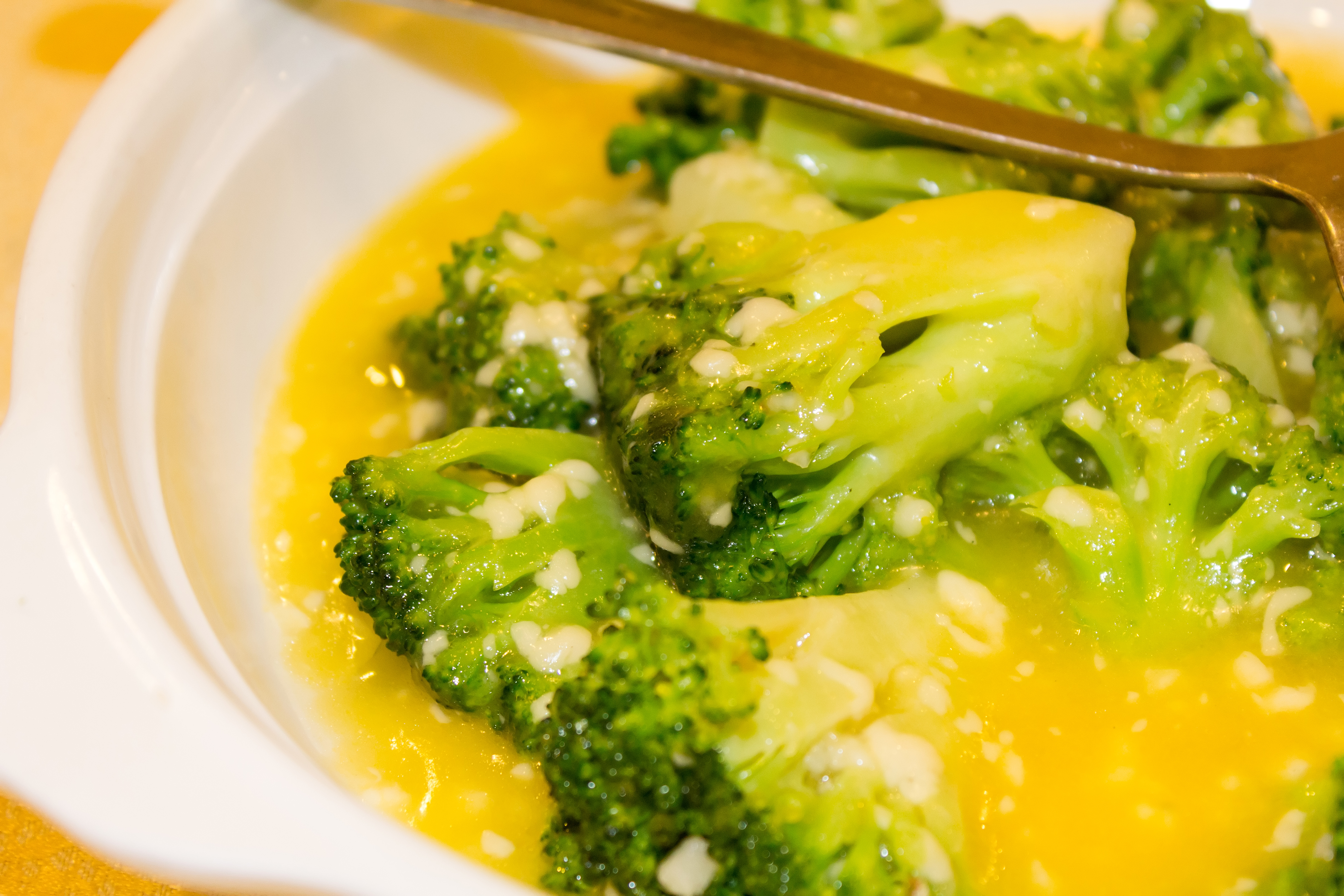
Брокколі з сирним соусом
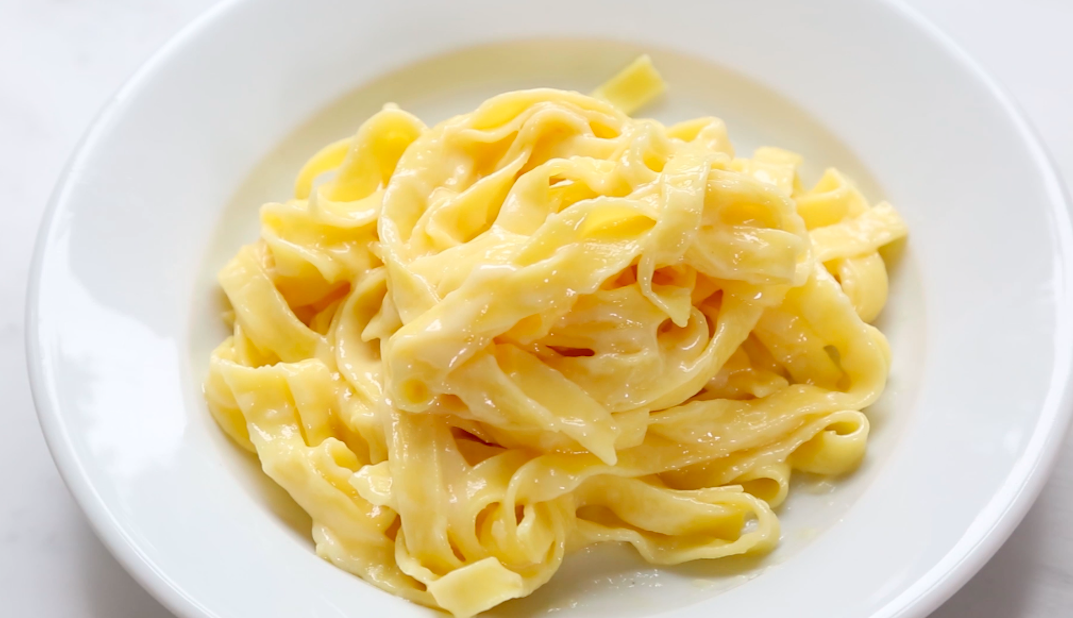
Фетучині Альфредо